# Rally Príncipe de Asturias de 1980
El Rally Príncipe de Asturias de 1980, oficialmente 17.º Rally Príncipe de Asturias, fue la decimoséptima edición y la decimonovena cita de la temporada 1980 del Campeonato de España de Rally. Se celebró del 13 al 14 de septiembre y contó con un itinerario que sumaba un total de 141 km cronometrados.

## Clasificación final
| Pos. | Piloto                     | Copiloto              | Automóvil             | Tiempo  | Diferencia |
| ---- | -------------------------- | --------------------- | --------------------- | ------- | ---------- |
| 1.   | José Antonio López-Fombona | Luis Menéndez         | Fiat 131 Abarth       | 1:36:26 | 0.0        |
| 2.   | Salvador Servià            | Álex Brustenga        | Ford Fiesta MK1 1600S | 1:37:24 | +0:58      |
| 3.   | «Tino Manjoya»             | Juan Abollo           | SEAT 124              | 1:38:11 | +1:45      |
| 4.   | Juan Ignacio Canela        | Juan Antonio Villalba | Ford Fiesta MK1 1600S | 1:39:03 | +2:37      |
| 5.   | Joaquín González           | Fernández             | SEAT 124-2000         | 1:42:21 | +5:55      |
| 6.   | Bernardo Cardín            | Raúl Gancedo          | SEAT 124-2000         | 1:42:27 | +6:01      |
| 7.   | «Freddy»                   | Valentín              | Simca Rallye 3        | 1:42:32 | +6:06      |
| 8.   | Erasmo Cagigal             | Valentín Rodríguez    | Simca 1000 Rallye     | 1:47:57 | +11:31     |
| 9.   | A. Ruiz                    | Ruiz                  | Porsche 911 Carrera   | 1:48:25 |            |
| 10.  | Fernández                  | Álvarez               | Simca Rallye          | 1:48:34 |            |